# فلورنسا باترسون
فلورنسا باترسون هي ممثلة كندية، ولدت في 3 نوفمبر 1927 في سانت جونز في كندا، وتوفيت في 23 يوليو 1995 في فانكوفر في كندا.

## وصلات خارجية
- فلورنسا باترسون على موقع IMDb (الإنجليزية)
- فلورنسا باترسون على موقع ألو سيني (الفرنسية)
- فلورنسا باترسون على موقع قاعدة بيانات الأفلام السويدية (السويدية)
- فلورنسا باترسون على موقع قاعدة بيانات الفيلم (الإنجليزية)
- فلورنسا باترسون على موقع كينوبويسك (الروسية)